# Santa Venera (Malta)
Santa Venera (in inglese anche Saint Venera) è un comune maltese che si trova nella zona posteriore al porto (Outer Harbour).
Tra la fine del XIX e l'inizio del XX secolo, la cittadina di Santa Venera vide un maggiore sviluppo e vennero costruite varie chiese e istituti. La città fu considerata come parte di Birkirkara fino al 1912, e divenne una parrocchia separata sei anni dopo, nel 1918.
Le più vecchie costruzioni di Santa Venera sono l'acquedotto Wignacourt e la Casa Leoni, costruite dai Cavalieri Ospitalieri. Una nuova chiesa dedicata alla santa patrona è stata edificata recentemente.

## Monumenti e luoghi d'interesse
- Vecchia Chiesa di Santa Venera: La prima chiesa di Santa Venera fu costruita nel 1473 e fu ampliata nel 1500, ricostruita tra il 1658 e il 1688 e di nuovo nel XIX secolo. venne donata ai frati Carmelitani nel 1912 e, sei anni dopo, divenne chiesa parrocchiale. Questa chiesa è rimasta la chiesa parrocchiale fino al 1990 quando è stata sostituita dalla nuova chiesa di Santa Venera.[2]

- Chiesa parrocchiale di Santa Venera: Il 6 ottobre 1990 una nuova e più grande chiesa parrocchiale cominciò a essere costruita a Santa Venera a causa del rapido incremento della popolazione. Sebbene sia ancora incompiuta poiché i campanili non sono ancora stati costruiti, è stata consacrata il 17 luglio del 2005 come nuova chiesa parrocchiale.[3]

- Chiesa e Istituto di San Giuseppe: l'istituto di San Giuseppe venne fondato da Monsignor Bonicci, a cui venne annesse una chiesa l'anno successivo. Per un breve periodo i Fratelli Cristiani lo ebbero in affidamento, per poi passare alla Società Missionaria di San Paolo.

- Casa Leoni: nota anche come Palazzo Manoel, Casa Leoni fu costruita intorno al 1730 durante il governo di António Manoel de Vilhena. Il suo progetto è attribuito a Charles François de Mondion, l'ingegnere militare francese che ha progettato anche la Porta di Mdina e parti del Forte Manoel. Durante l'assedio di Malta da parte dei francesi, Casa Leoni servì come base di comando degli insorti maltesi, e in seguito servì come residenza dei governatori di Malta, deposito del dipartimento dei musei e scuola primaria statale. Ora ospita il Ministero per lo sviluppo sostenibile, l'ambiente e il cambiamento climatico. Il palazzo ha un grande giardino alle spalle, una parte della quale è stata aperta al pubblico nel 1977 come Giardini Romeo Romano.[4]

- Giardini Romeo Romano: realizzati nel XVIII secolo, sono tra i giardini più belli in tutta Malta. Vi è una flora variegata, con abbondanza di agrumi e piante ornamentali, il tutto accompagnato da fontane e laghetti. All'interno del giardino è situata una cascina con funzione di museo, in cui è esposta una collezione di attrezzi agricoli utilizzati in passato.

- Arco di Wignacourt (ricostruito), Acquedotto di Wignacourt e torre di guardia (it-Torretta): nel 1610, il Gran Maestro Alof de Wignacourt finanziò la costruzione di un acquedotto che trasportasse l'acqua dalle sorgenti di Rabat e Dingli alla capitale La Valletta, passando per varie città tra cui Santa Venera. L'acquedotto fu terminato nel 1615 e vi fu posto un cancello ornamentale (Arco di Wignacourt) tra l'attuale Fleur-de-Lys e Santa Venera. Gli archi si fermavano presso una torre di guardia nota come it-Turretta, anch'essa a Santa Venera. Da questa torre, l'acqua continuava il suo viaggio verso Ħamrun, Blata l-Bajda, Floriana e La Valletta attraverso condutture sotterranee.

- Ex fabbrica 7 Up (riconvertita): Una fabbrica della 7 Up era situata a Santa Venera fino alla sua chiusura nel 2002. La fabbrica è stata demolita per far posto ad appartamenti ma le facciate originali degli edifici sono state preservate.[5]

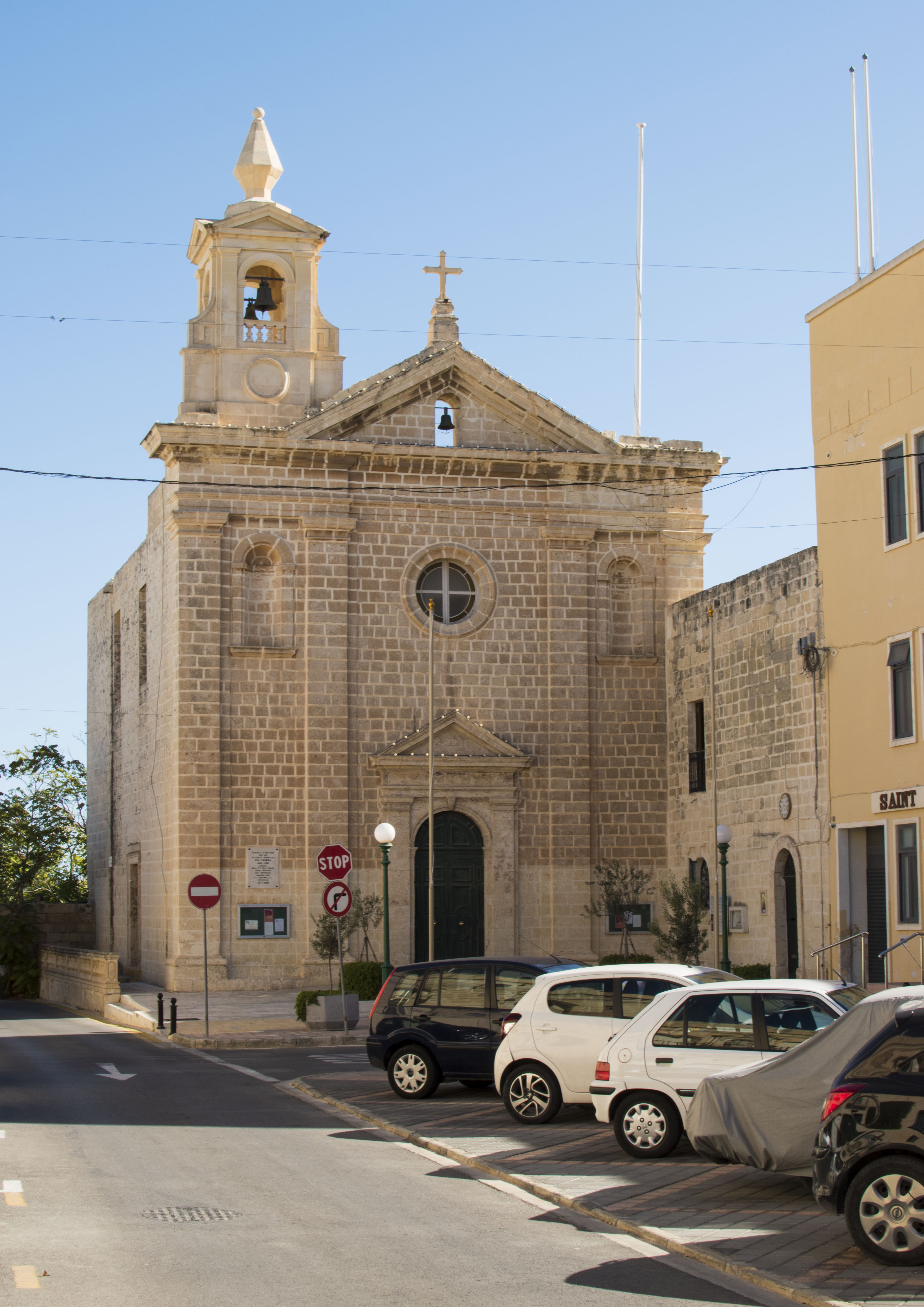
Vecchia Chiesa di Santa Venera
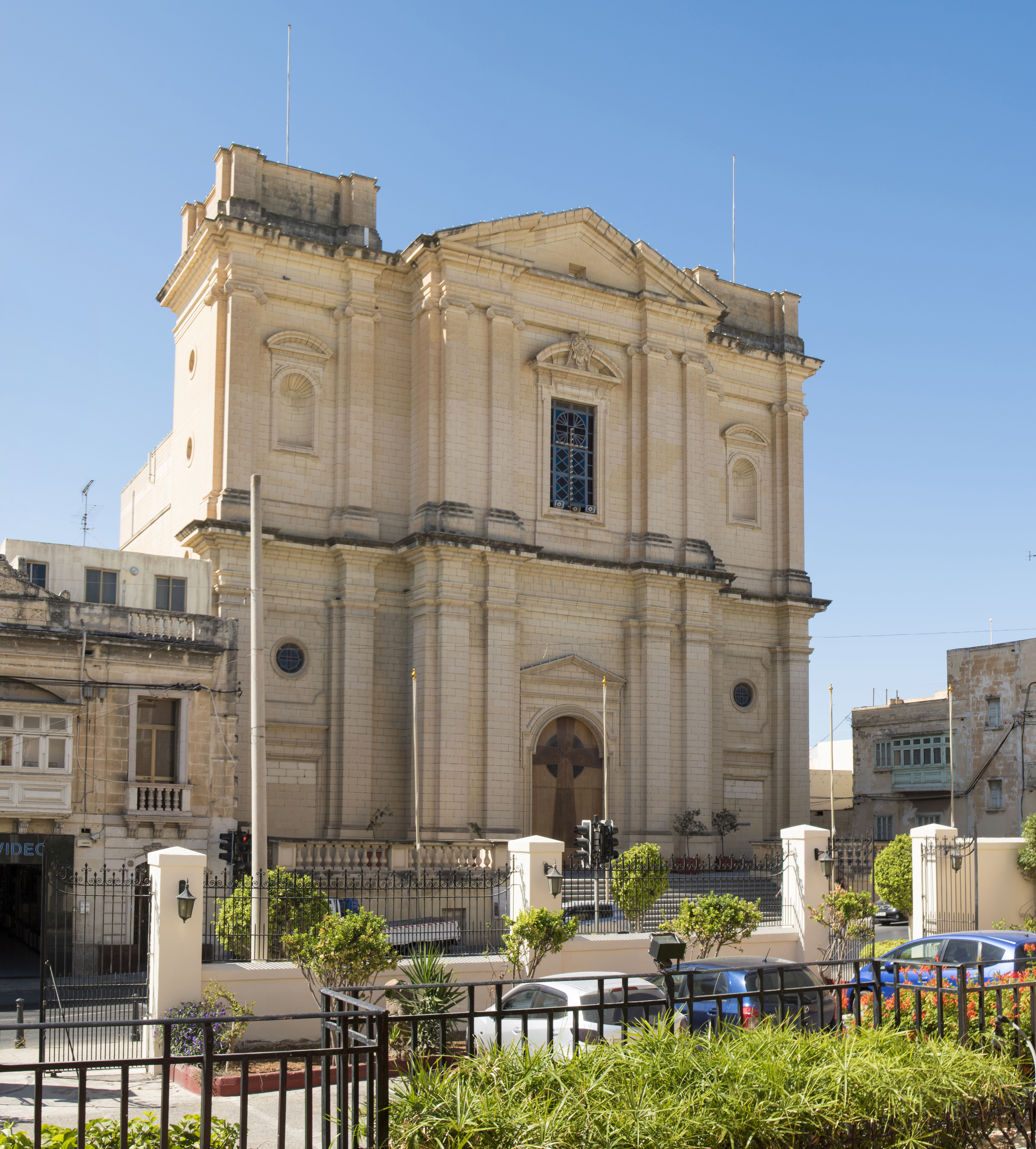
Chiesa parrocchiale di Santa Venera
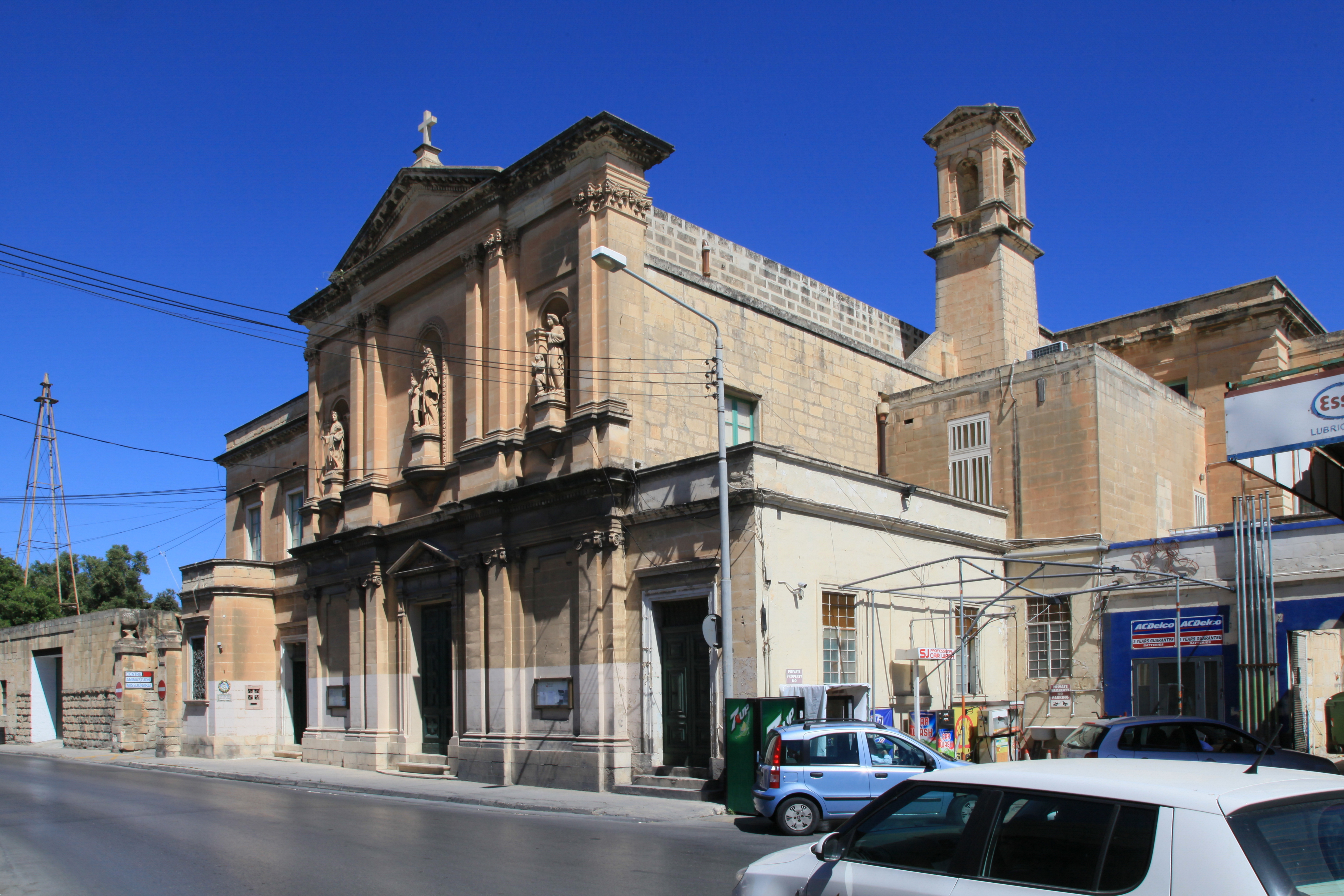
Chiesa e Istituto San Giuseppe
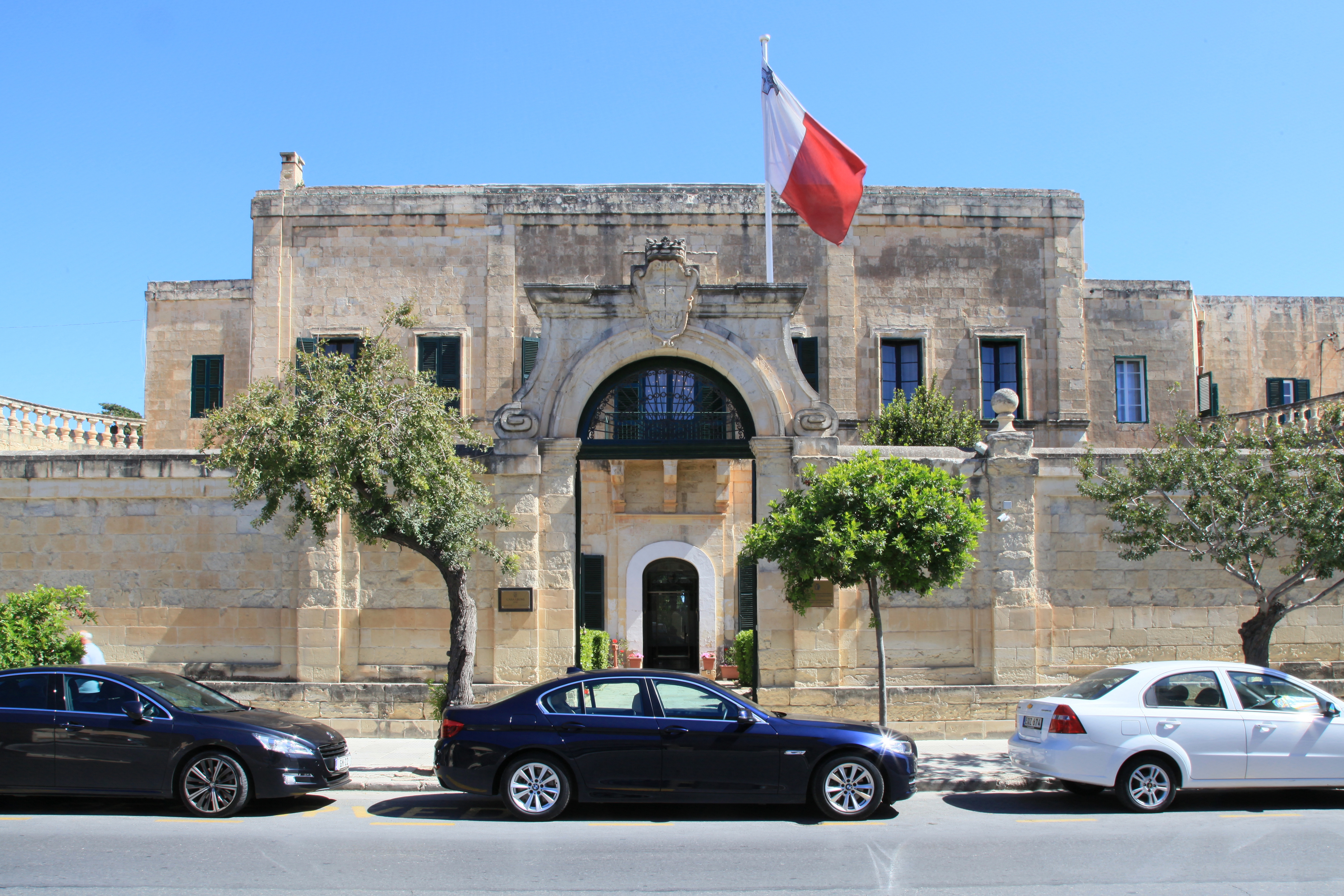
Casa Leoni
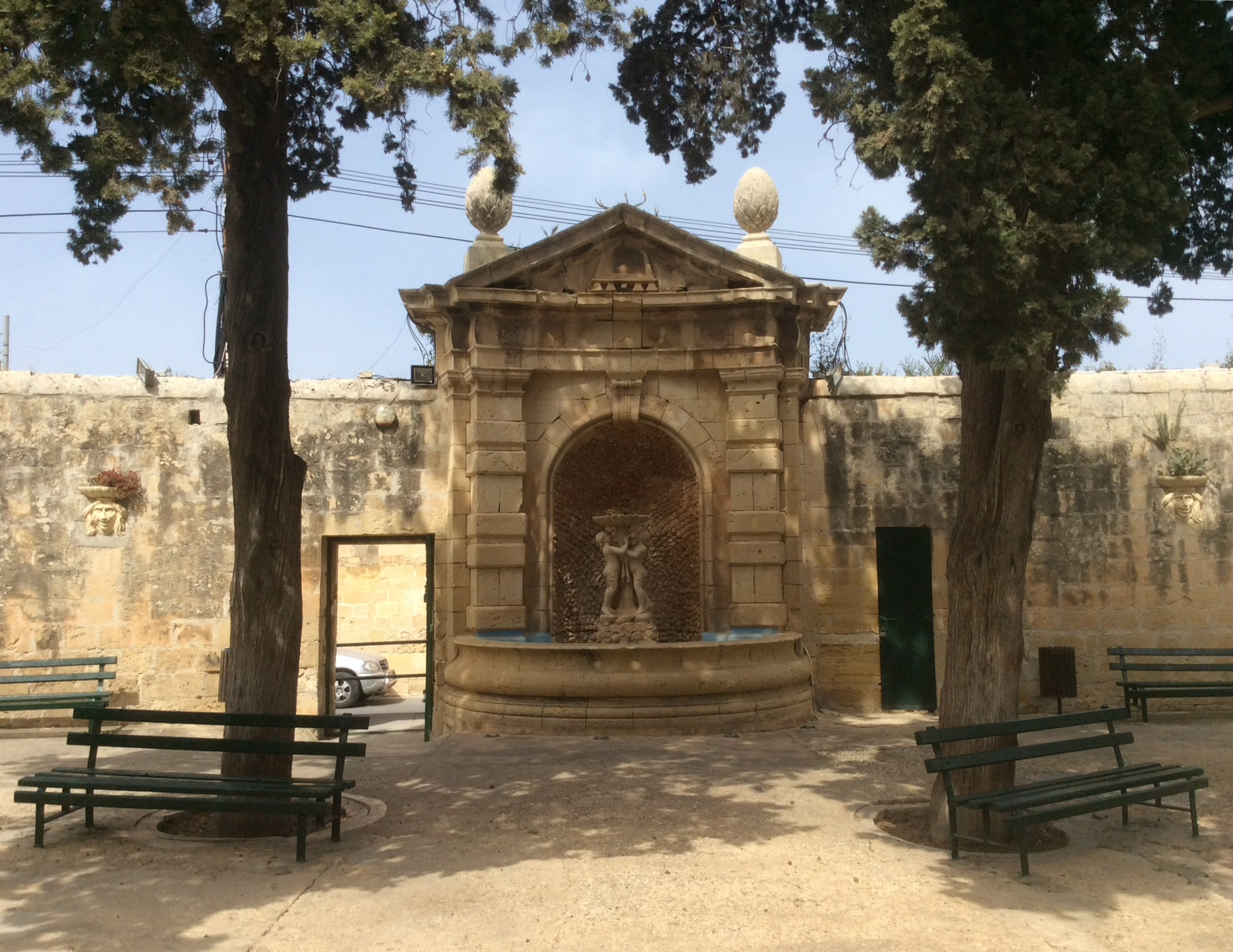
Fontana del Giardino Romeo Romano
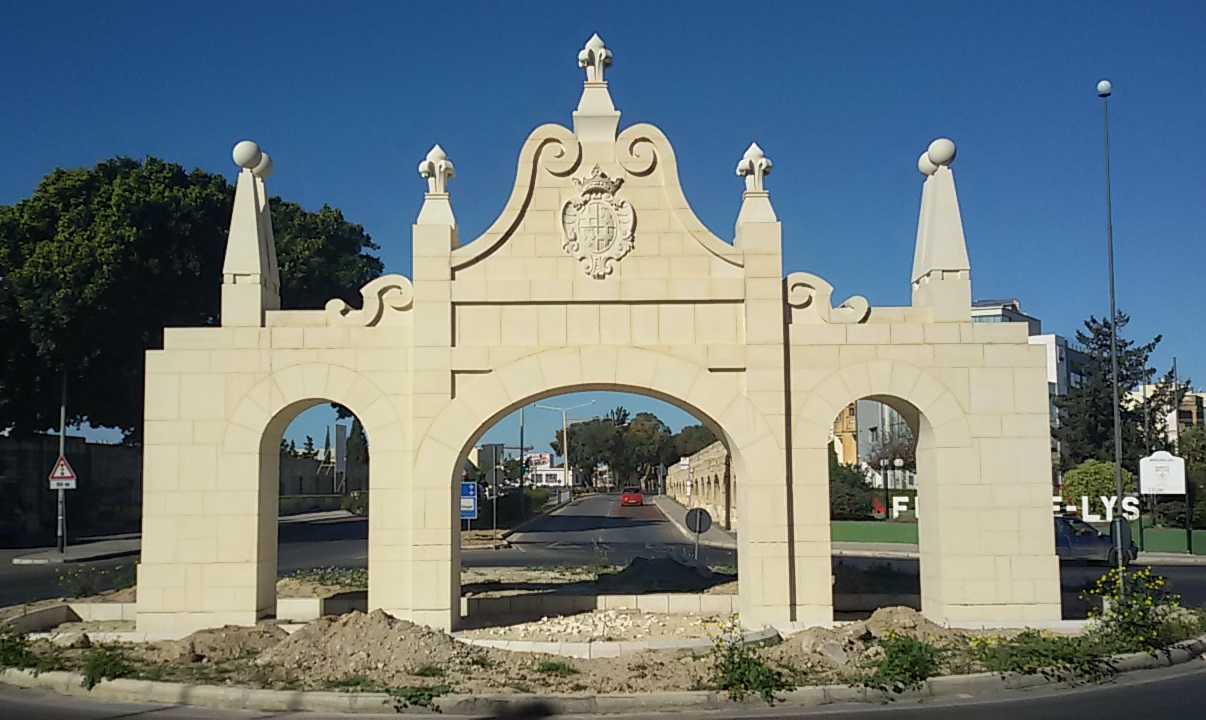
Arco di Wignacourt (ricostruito)
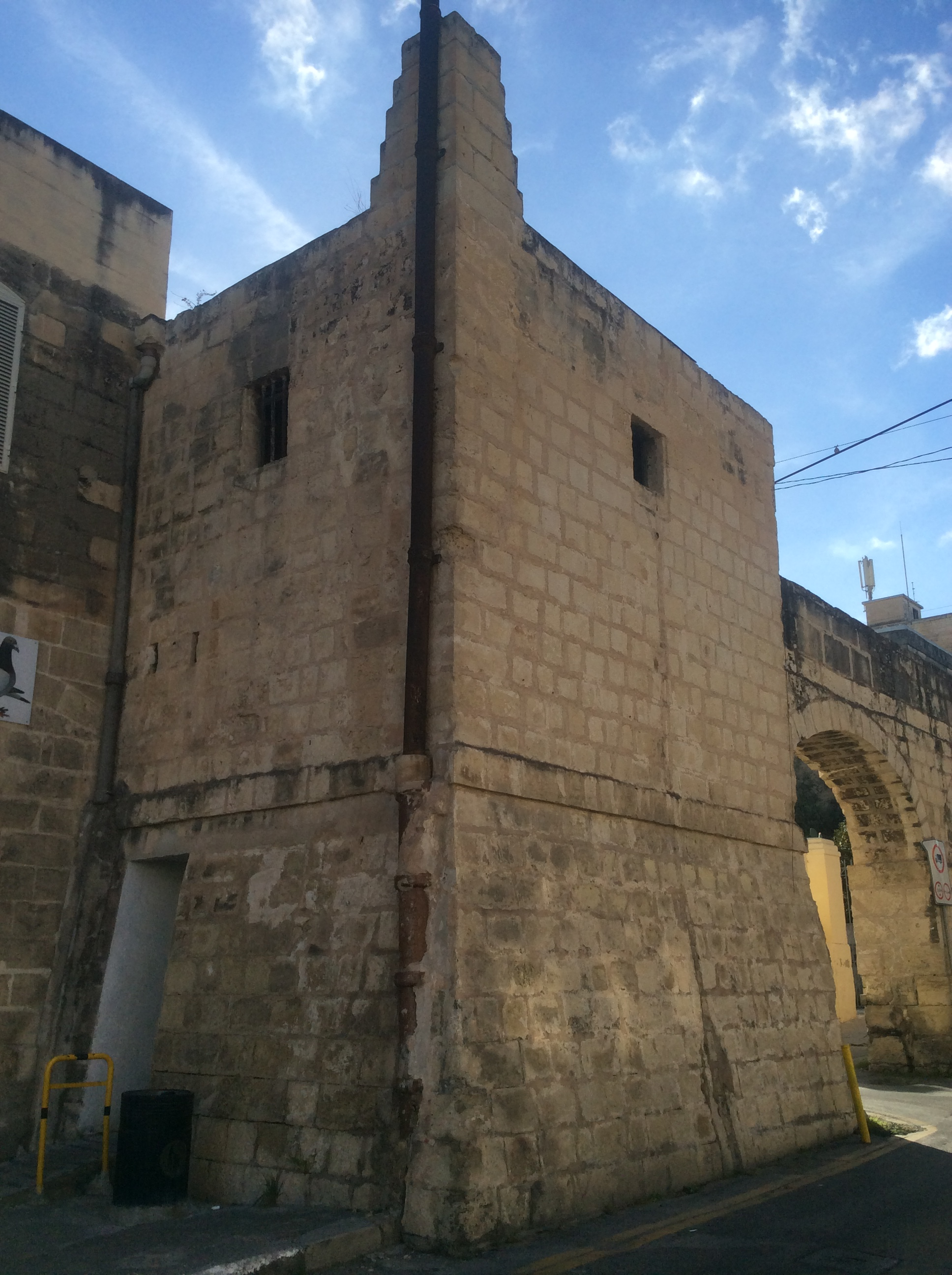
It-Turretta
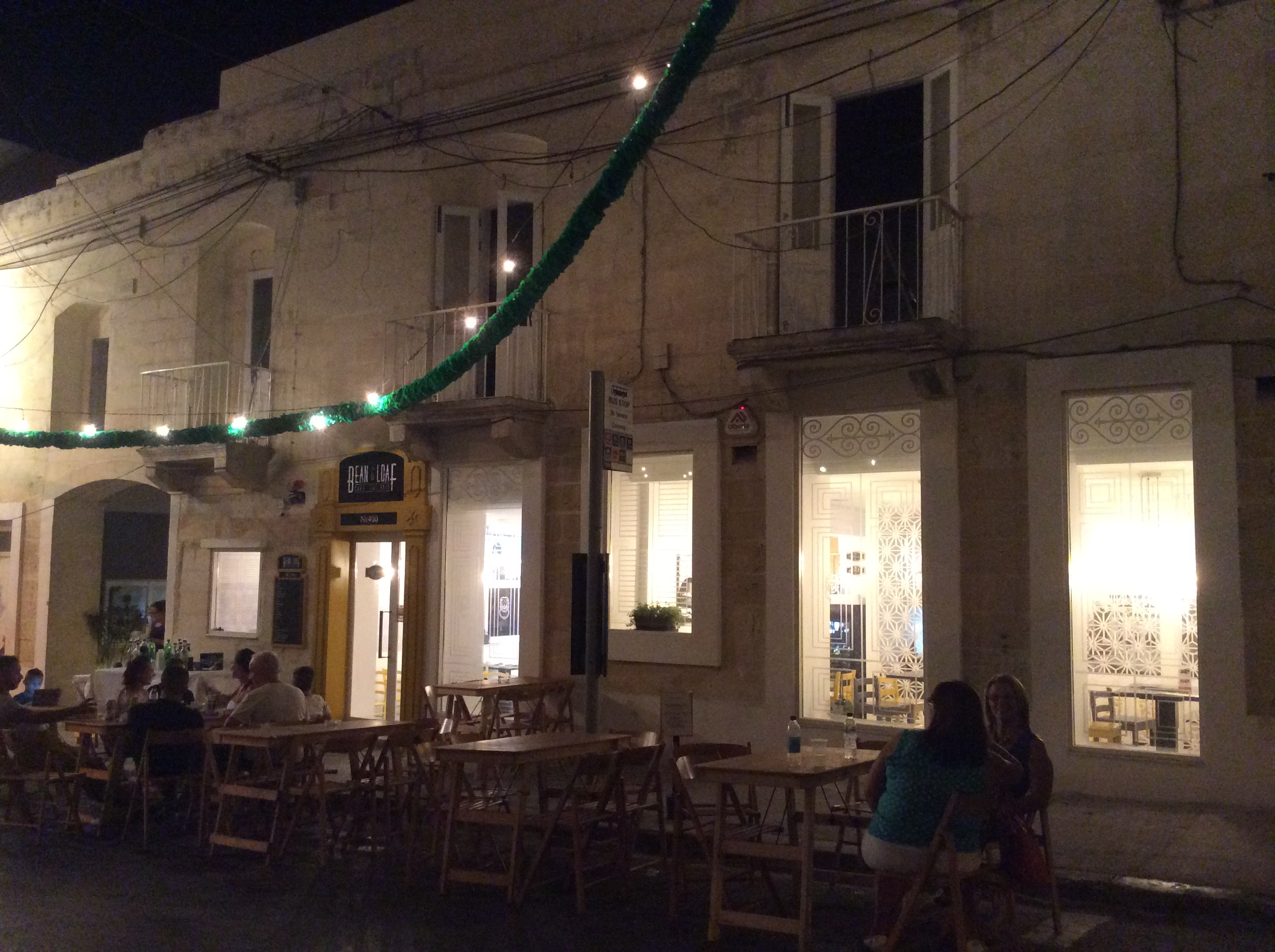
Ex fabbrica 7 Up, oggi quartiere residenziale e commerciale

## Scuole
- Saint Elias College
- Vincenzo Bugeja
- Dun Xand Cortis
- St Michael's College

## Strade principali
- Triq il-Ferrovija (Strada Ferroviaria) - da qui passava la ferrovia maltese tra il 1883 e il 1931
- Triq il-Kanun (Strada Canonica)
- Triq il-Kappillan Mifsud (Via Parroco Misfud)
- Triq il-Kbira San Ġużepp (Strada Principale San Giuseppe)
- Triq Reġjonali (Strada Regionale)